# Верховазьке сільське поселення
Верхова́зьке сільське поселення (рос. Верховажское сельское поселение) — сільське поселення у складі Верховазького району Вологодської області Росії.
Адміністративний центр — село Верховаж'є.

## Населення
Населення сільського поселення становить 5582 особи (2019; 5567 у 2010, 5816 у 2002).

## Історія
Станом на 1999 рік до складу Верховазької сільської ради входили 5 населених пунктів. 2006 року сільрада перетворена в сільське поселення.

## Склад
До складу сільського поселення входять:
| Населений пункт           | Населення, осіб (2002) | Населення, осіб (2010) |
| ------------------------- | ---------------------- | ---------------------- |
| Верховаж'є, село          | 5206                   | 5025                   |
| Верхнє Макарово, присілок | 15                     | 9                      |
| Рогачиха, присілок        | 23                     | 12                     |
| Теплий Ручей, селище      | 569                    | 516                    |
| Філінська, присілок       | 3                      | 5                      |